# Jean-Pol Dubois
Pour les articles homonymes, voir Dubois.
Jean-Pol Dubois, né le 17 mars 1951 et mort en juillet 2025, est un acteur français.

## Biographie
Sa mort est annoncée en juillet 2025

## Filmographie partielle

### Cinéma
- 1980 : Anthracite d'Édouard Niermans
- 1981 : Allons z'enfants d'Yves Boisset
- 1981 : La Gueule du loup de Michel Léviant
- 1982 : L'Honneur d'un capitaine de Pierre Schoendoerffer
- 1983 : Le Jeune Marié de Bernard Stora
- 1985 : Target d'Arthur Penn
- 1987 : Le Beauf d'Yves Amoureux
- 1989 : La Vie et rien d'autre de Bertrand Tavernier
- 1989 : Radio Corbeau d'Yves Boisset
- 1993 : Le Tronc de Bernard Faroux et Karl Zéro
- 2001 : Vidocq de Pitof
- 2003 : Fanfan la Tulipe de Gérard Krawczyk
- 2003 : Le Coût de la vie de Philippe Le Guay
- 2007 : Avant que j'oublie de Jacques Nolot
- 2010 : La Princesse de Montpensier de Bertrand Tavernier

### Télévision
- 1978 : Mazarin de Pierre Cardinal
- 1979 : L'Hôtel du libre échange de Georges Feydeau, réalisation Guy Séligmann
- 1981 : Les Cinq Dernières Minutes de Claude Loursais, épisode L'écluse du temple
- 1982 : La Tendresse de Bernard Queysanne
- 1982 : La Sorcière, téléfilm de Charles Brabant : Le prédicateur
- 1985 : Série noire : Le Tueur du dimanche de José Giovanni
- 1988 : Haute Sécurité de Jean-Pierre Bastid
- 1988 : Les Enquêtes du commissaire Maigret : La morte qui assassina de Youri
- 1989 : Une affaire pourrie d'Emmanuel Fonlladosa
- 1990 : Stirn et Stern de Peter Kassovitz - Mistre
- 1993 : L'Affaire Seznec d'Yves Boisset
- 1995 : L'Affaire Dreyfus d'Yves Boisset
- 2003 : Saint-Germain ou la Négociation de Gérard Corbiau
- 2009 : L'Affaire Salengro d'Yves Boisset
- 2011 : Le Roi, l'Écureuil et la Couleuvre de Laurent Heynemann

## Théâtre
- 2007 : Amerika d'après Franz Kafka, mise en scène Nicolas Liautard
- 2009 : L'Avare de Molière, mise en scène Nicolas Liautard
- 2017 : Pièces en un acte d'après Anton Tchekhov, mise en scène Fabrice Pierre